# Rising Sun-Lebanon (Delaware)
Rising Sun-Lebanon je naseljeno područje za statističke svrhe u američkoj saveznoj državi Delaver. Prema popisu stanovništva iz 2010. u njemu je živjelo 3.391 stanovnika.